# Conan I de Bretanya
Conan I de Bretanya el Tort, també anomenat Conan I de Rennes (? - mort el 27 de juny del 992 a la batalla de Conquereuil), fou comte de Rennes (970-992) i duc de Bretanya des de 990 a 992. Efímerament fou comte de Nantes (990-992).

## Biografia
Conan I era el fill de Juhel Berenguer comte de Rennes des de vers 920 i sobirà de Bretanya a partir del 952. El va succeir a la seva mort vers el 970. Des de vers 960 el bisbe de Dol, Wicohen, senyor de la Domnònia, exercia el control de Rennes, però Conan es va desfer de la seva tutel. És esmentat per primer cop el 16 d'agost de 979 com a «Conanus comes Britanniae» quan era a la cort d'Eudes I, comte de Blois, comte de Chartres, comte sobirà de Châteaudun, comte de Provins i comte de Reims (978-996).
Conan va agafar llavors el control del comtat de Vannes (Gwened) aliant-se a Orscand el Grand, bisbe de Vannes (970-992). La primera batalla de Conquereuil (981), contra Hoel I de Bretanya, comte de Nantes, no li va permetre imposar definitivament la sobirania sobre el Nantès i a causa d'una greu ferida rebuda en el combat, va retornar a Rennes, i no va poder aprofitar el moment.
El 981 va fer matar Hoel I, però el germà d'aquest, Guerech de Bretanya, bisbe de Nantes, va agafar el poder i es va proclamar comte. Conan no va parar i va fer enverinar a Guerech pel seu metge. Després de la mort de Guerech el va succeir el seu jove fill Alan III de Nantes que va morir abans de dos anys de malaltia, situació que va aprofitar Conan per ocupar Nantes expulsant a Judicael de Nantes, bisbe i fill il·legítim d'Hoel I. Llavors va agafar el títol de duc de Bretanya. En una confirmació d'una donació a l'abadia del Mont-Saint-Michel, el 28 de juliol de 990, en presència del conjunt de bisbes de Bretanya, Conan va agafar el títol de «Princeps Britannorum». Raoul Glaber, un monjo franc contemporani, declarava que es va fer coronar a la manera dels reis.
El nou comte d'Anjou (Folc III Nerra) es va inquietar dels seus ascens polític i es va proclamar defensor dels interessos de la casa de Nantes, i el va començar a combatre. A la segona batalla de Conquereuil, Conan I fou derrotat i mort el 27 de juny del 992.
Conan I fou enterrat a l'església abacial de Mont-Saint-Michel de la que era benefactor.

### Matrimoni i fills
De la seva unió amb Ermengarda filla de Jofré I d'Anjou va deixar almenys dos fills:
- Jofré o Geoffroi I de Bretanya
- Judit, casada entre 996 i 1008 amb el duc Ricard II de Normandia, morta el 28 de juny de 1017.

No se li coneix cap altre esposa, però tres altres fills no són considerats con fills d'Ermengarda:
- Judicael de Vannes, bisbe de Vannes el 992/1008, mort el 13 de juny de 1037.
- Catualon, abat de Sant Salvador de Redon de 1019 a 1040.
- Urvod, esmentat el 1026 en un diploma d'Alan III de Bretanya.